# Addy
Addy az Amerikai Egyesült Államok északnyugati részén, Washington állam Stevens megyéjében elhelyezkedő statisztikai település. A 2010. évi népszámlálási adatok alapján 268 lakosa van.

## Történet
A terület első lakója a Hudson’s Bay Companytől 1851-ben nyugdíjba vonult Magnus Flett. Thomas Stensgar 1852-ben vonult nyugdíjba az HBC-től; 1867-ben ő lett az első helyi telektulajdonos. Addyben eredetileg egy svájci tejüzem működött. A település nevét E. S. Dudrey bolttulajdonos és postamester választotta 1890-ben felesége (Adeline) beceneve után; a közösséget 1893-ban alapította G. Fatzer. 1892 márciusának végén megnyílt a Spokane Falls and Northern Railroad vasútvonalának állomása. 1975-ben az Alcoa Corporation magnézium-olvasztót nyitott a helységben, amely a térség legnagyobb foglalkoztatójává vált; az üzemet piaci okok miatt 2001-ben bezárták. Az első iskola 1884-ben nyílt meg, az utolsó pedig 1967-ben zárt be.

## Éghajlat
A térségben a nagyobb mértékű hőmérséklet-ingadozás a jellemző; a nyarak melegek vagy forróak (és gyakran csapadékosak), a telek pedig hűvösek (néha kifejezetten hidegek). A város éghajlata nedves kontinentális (a Köppen-skála szerint Dfb).
| Hónap                         | Jan.  | Feb.  | Már.  | Ápr.  | Máj. | Jún. | Júl. | Aug. | Szep. | Okt.  | Nov.  | Dec.  | Év    |
| ----------------------------- | ----- | ----- | ----- | ----- | ---- | ---- | ---- | ---- | ----- | ----- | ----- | ----- | ----- |
| Rekord max. hőmérséklet (°C)  | 13,9  | 16,7  | 26,1  | 32,8  | 37,8 | 42,2 | 41,7 | 43,3 | 40,0  | 33,3  | 20,6  | 20,0  | 43,3  |
| Átlagos max. hőmérséklet (°C) | 1,1   | 5,0   | 10,6  | 15,6  | 20,6 | 24,4 | 29,4 | 30,0 | 24,4  | 15,0  | 5,0   | 0,0   | 15,1  |
| Átlagos min. hőmérséklet (°C) | −6,7  | −6,1  | −2,8  | 0,0   | 3,9  | 7,2  | 8,9  | 7,8  | 3,3   | −1,1  | −3,3  | −7,8  | 0,3   |
| Rekord min. hőmérséklet (°C)  | −38,9 | −38,9 | −28,9 | −11,1 | −8,9 | −3,3 | −3,9 | −1,7 | −11,1 | −16,7 | −28,3 | −36,1 | −38,9 |
| Átl. csapadékmennyiség (mm)   | 56    | 45    | 53    | 42    | 50   | 45   | 27   | 20   | 21    | 30    | 71    | 65    | 525   |
| Forrás: The Weather Channel   |       |       |       |       |      |      |      |      |       |       |       |       |       |

## Népesség
A 2010-es népszámláláskor  268 lakója, 97 háztartása és 65 családja volt. A népsűrűség 294,5 fő/km2. A lakóegységek száma 111, sűrűségük 122 db/km2. A lakosok 83,6%-a fehér, 0,4%-a afroamerikai, 5,6%-a indián,   0,7%-a egyéb, 9,7%-a pedig kettő vagy több etnikumú. A spanyol vagy latino származásúak aránya 3% (2,2% mexikói,   0,7% egyéb spanyol vagy latino származású.)
A háztartások 30,9%-ában élt 18 évnél fiatalabb. 38,1% házas, 19,6% egyedülálló nő, 9,3% egyedülálló férfi, 33% pedig nem család. 28,9% egyedül élt; 6,2%-uk 65 éves vagy idősebb. Egy háztartásban átlagosan 2,76 személy élt; a családok átlagmérete 3,25 fő.
A medián életkor 35 év volt. Lakóinak 28,4%-a 18 évesnél fiatalabb, 4,1% 18 és 24 év közötti, 28,3%-uk 25 és 44 év közötti, 27,3%-uk 45 és 64 év közötti, 9,7%-uk pedig 65 éves vagy idősebb. A lakosok 52,6%-a férfi, 47,4%-a pedig nő.

## Fordítás
Ez a szócikk részben vagy egészben  az   Addy, Washington című angol Wikipédia-szócikk ezen változatának fordításán alapul.  Az eredeti cikk szerkesztőit annak laptörténete sorolja fel. Ez a jelzés csupán a megfogalmazás eredetét és a szerzői jogokat jelzi, nem szolgál a cikkben szereplő információk forrásmegjelöléseként.